# Lijst van bekende Vlamingen in de politiek
Hierna volgt een lijst van personen die als BV, al dan niet met succes, aan een of meerdere politieke verkiezingen hebben deelgenomen of op een andere wijze een politieke functie kregen toegekend. Op deze lijst komen enkel die personen voor die ook in Wikipedia met een artikel vermeld worden en die reeds in Vlaanderen algemeen bekend waren voor zij politiek actief werden.
Voor kandidaten die opkwamen voor de gemeenteraad wordt in de kolom kandidaat de betrokken gemeente vermeld, voor de provincieraad is dat de betrokken provincie. Andere bestuursraden worden expliciet vermeld.

## Behaalden politiek mandaat
| Naam                      | Bekend van                   | Partij                              | Kandidaat                                                                         | Mandaat | Aanvang                  | Einde                      | Reden einde                                                   | Duur in jaren(*) | Ref                    |
| ------------------------- | ---------------------------- | ----------------------------------- | --------------------------------------------------------------------------------- | --- | ------------------------ | -------------------------- | ------------------------------------------------------------- | ---------------- | ---------------------- |
| Jan Becaus                | Gewezen Journalist, tv       | N-VA                                | Senaat                                                                            | Gecoöpteerd senator                                                                                                | 2014                     | heden                      |                                                               | 0+               | [ 1 ]                  |
| Ivo Belet                 | Journalist, tv               | CD&V                                | Europees Parlement Hasselt                                                        | Europees parlementslid Gemeenteraadslid                                                                            | 2007 2013                | heden                      |                                                               | 6+               | [ 2 ] [ 3 ]            |
| Luc Beaucourt             | Spoedarts                    | CVP VLD                             | Europees Parlement Kontich Federaal Parlement Vlaams Parlement Europees Parlement | - Gemeenteraadslid -                                                                                               | 1999 2000 2003 2004      | - 2001 -                   | niet verkozen gestopt niet verkozen                           | 1                | [ 4 ] [ 5 ]            |
| Wendy Bosmans             | Tv                           | CD&V                                | Meeuwen-Gruitrode                                                                 | Schepen Gemeenteraadslid                                                                                           | 2007 2013                | 2012 heden                 |                                                               | 6                | [ 6 ] [ 7 ]            |
| Mieke Bouve               | Acteur                       | sp.a-groen                          | Gent                                                                              | Gemeenteraadslid                                                                                                   | 2010                     | 2012                       | niet herkozen                                                 | 2                | [ 8 ] [ 9 ]            |
| Siegfried Bracke          | Journalist, tv               | N-VA                                | Federaal parlement Gent                                                           | Volksvertegenwoordiger Gemeenteraadslid                                                                            | 2010 2013                | heden                      |                                                               | 3+               | [ 10 ] [ 11 ]          |
| Koen Crucke               | Showbizz, tv                 | Open Vld                            | Gent                                                                              | Gemeenteraadslid                                                                                                   | 2001                     | 2005                       | gestopt                                                       | 4                | [ 12 ] [ 13 ]          |
| Jo De Clercq              | Showbizz                     | sp.a                                | Herent Vlaams-Brabant                                                             | Schepen Provincieraadslid                                                                                          | 1988 2013                | heden                      |                                                               | 25+              | [ 14 ] [ 15 ]          |
| Walter De Donder          | Acteur                       | CD&V                                | Affligem                                                                          | Gemeenteraadslid Burgemeester                                                                                      | 2001 2011                | heden                      |                                                               | 12+              | [ 16 ] [ 17 ]          |
| Nadine De Sloovere        | Journalist, tv               | CD&V                                | Oostende                                                                          | Gemeenteraadslid                                                                                                   | 2001                     | 2006                       | niet herkozen                                                 | 5                | [ 18 ]                 |
| Aimée De Smet             | Tv                           | CD&V                                | Brasschaat                                                                        | Gemeenteraadslid Schepen                                                                                           | 1961 1977                | 1977 2004                  | naar schepencollege gestopt                                   | 43               | [ 19 ]                 |
| Marijn De Valck           | Acteur                       | Open Vld                            | Brakel                                                                            | Schepen | 2013                     | heden                      |                                                               | 0+               | [ 20 ] [ 21 ]          |
| Sabine De Vos             | Tv                           | VLD                                 | Sint-Martens-Latem                                                                | Gemeenteraadslid Schepen                                                                                           | 2001 2007                | 2006 2012                  | - gestopt                                                     | 12               | [ 22 ] [ 23 ]          |
| Jan Decorte               | Acteur                       | ROSSEM                              | Federaal Parlement                                                                | Kamerlid | 1991                     | 1995                       |                                                               | 4                | [ 24 ]                 |
| Frédérik Deburghgraeve    | Sport                        | CD&V                                | Langemark-Poelkapelle                                                             | Gemeenteraadslid                                                                                                   | 2001                     | 2002                       | gestopt                                                       | 1                | [ 22 ] [ 25 ]          |
| Jean-Marie Dedecker       | Sport                        | VLD LDD                             | Senaat Oostende Vlaams parlement Federaal Parlement Middelkerke                   | Senator Gemeenteraadslid Volksvertegenwoordiger Gemeenteraadslid                                                   | 1999 2001 2004 2007 2013 | 2004 2012 2006 heden heden | naar Vlaams Parlement vanaf 2007 LDD naar LDD -               | 14+              | [ 26 ] [ 27 ] [ 28 ]   |
| Veerle Dejaeghere         | Sport                        | Groen! SamenPlus Groen              | Vlaams Parlement Ardooie West-Vlaanderen                                          | kandidaat Gemeenteraadslid kandidaat                                                                               | 2009 2013 2012           | - heden -                  | niet verkozen - niet verkozen                                 | 1+               | [ 29 ] [ 30 ]          |
| Mark Demesmaeker          | Tv                           | N-VA                                | Halle Vlaams Parlement Euro-Parlement                                             | Gemeenteraadslid Schepen Volksvertegenwoordiger Parlementslid                                                      | 1982 2007 2004 2013      | 1989 heden 2013 heden      | - naar Euro-parlement                                         | 13+              | [ 31 ] [ 32 ]          |
| Peter Farazijn            | Sport                        | SP                                  | Ieper                                                                             | Gemeenteraadslid                                                                                                   | 2001                     | 2006                       | naar Diksmuide                                                | 6                | [ 22 ] [ 33 ]          |
| Patrick Goots             | Sport                        | SP                                  | Dessel                                                                            | Gemeenteraadslid                                                                                                   | 2001                     | 2006                       | niet herkozen                                                 | 6                | [ 22 ] [ 34 ]          |
| Walter Grootaers          | Showbizz, tv                 | Open Vld                            | Lier                                                                              | Schepen Gemeenteraadslid Schepen                                                                                   | 2001 2007 2013           | 2006 2012 heden            |                                                               | 12+              | [ 35 ]                 |
| Margriet Hermans          | Showbizz, tv                 | VU&ID VLD spirit                    | Vlaams Parlement Oud-Turnhout Vlaams Parlement                                    | Vlaams Parlementslid Gemeenteraadslid Parlementslid + Senator                                                      | 1999 2001 2004           | 2004 2006 2009             | - mandaat overgedragen niet herkozen                          | 10               | [ 36 ] [ 37 ] [ 38 ]   |
| Phaedra Hoste             | Showbizz                     | CD&V Open Vld                       | Brugge Antwerpen                                                                  | Gemeenteraadslid kandidaat                                                                                         | 2001 2012                | 2002 -                     | gestopt niet verkozen                                         | 1                | [ 39 ]                 |
| Carl Huybrechts           | Tv                           | N-VA                                | Brasschaat                                                                        | Gemeenteraadslid                                                                                                   | 2013                     | heden                      |                                                               | 0+               | [ 40 ]                 |
| Tom Kestens               | Showbizz                     | Groen! vld-groen-m+                 | Senaat Euro-parlement Mechelen                                                    | kandidaat Gemeenteraadslid                                                                                         | 2007 2009 2013           | - heden                    | niet verkozen -                                               | 6+               | [ 41 ] [ 42 ]          |
| Flor Koninckx             | Tv                           | sp.a                                | Vlaams parlement                                                                  | Vlaams Volksvertegenwoordiger Gemeenschapssenator                                                                  | 2004                     | 2009 2007                  | niet herverkozen                                              | 5                | [ 43 ]                 |
| Chokri Mahassine          | showbizz                     | SP SP/sp.a SP PRO GENK              | Federaal Parlement Vlaams Parlement Leopoldsburg Genk                             | Volksvertegenwoordiger Gemeenteraadslid                                                                            | 1999 2001 2006           | 1999 heden 2003 2006       | naar Vlaams parl. - verhuis naar Genk niet gezeteld           | 14+              | [ 44 ] [ 45 ] [ 46 ]   |
| Filip Meirhaeghe          | Sport                        | Maarkedal Leeft                     | Maarkedal                                                                         | Schepen | 2013                     | heden                      |                                                               | 0+               | [ 47 ] [ 48 ]          |
| Jan Moons                 | Sport                        | N-VA                                | Heist-op-den-Berg                                                                 | Gemeenteraadslid                                                                                                   | 2013                     | heden                      |                                                               | 0+               | [ 49 ] [ 50 ]          |
| Ivo Pauwels               | Acteur                       | De Nieuwe Aanpak Groot Heist Anders | Heist-op-den-Berg                                                                 | Gemeenteraadslid kandidaat                                                                                         | 2001 2012                | 2004 2012                  | afspraak binnen lijst niet verkozen                           | 11               | [ 51 ] [ 52 ]          |
| Petra Polak               | showbizz                     | AGALEV                              | Kapellen                                                                          | Gemeenteraadslid                                                                                                   | 2001                     | 2002                       | gestopt                                                       | 1                | [ 53 ]                 |
| Paula Sémer               | Tv                           | sp.a                                | Senaat                                                                            | Senator | 1995                     | 1999                       | gestopt                                                       | 4                | [ 54 ]                 |
| Herman Schueremans        | Showbizz                     | Open Vld                            | Vlaams parlement                                                                  | Volksvertegenwoordiger                                                                                             | 2004                     | 2013                       | ontslag                                                       | 9                | [ 55 ]                 |
| Cisse Severeyns           | Sport                        | Open Vld                            | Zoersel                                                                           | Gemeenteraadslid                                                                                                   | 2007                     | 2007                       | naar Hoogstraten                                              | 1                | [ 34 ] [ 56 ]          |
| Lorenzo Staelens          | Sport                        | SP                                  | Menen                                                                             | Schepen | 2001                     | 2002                       | gestopt                                                       | 1                | [ 57 ]                 |
| Tom Steels                | Sport                        | sp.a-Groen                          | Sint-Niklaas                                                                      | Gemeenteraadslid                                                                                                   | 2007                     | 2012                       | niet herkozen                                                 | 5                | [ 58 ]                 |
| Dirk Sterckx              | Journalist, tv               | Open Vld                            | Europees Parlement                                                                | Europees parlementslid                                                                                             | 1999                     | 2011                       | pensioen                                                      | 12               | [ 36 ] [ 59 ]          |
| Stijn Stijnen             | Sport                        | Helemaal Hasselt                    | Hasselt                                                                           | Gemeenteraadslid                                                                                                   | 2013                     | heden                      |                                                               | 0+               | [ 60 ]                 |
| Marleen Temmerman         | Arts                         | Agalev sp.a                         | Gent Senaat                                                                       | Gemeenteraadslid Senator                                                                                           | 2001 2007                | 2001 2012                  | gestopt                                                       | 5                | [ 61 ] [ 62 ]          |
| Johan Timmermans          | Sport                        | Open Vld                            | Mechelen                                                                          | Gemeenteraadslid Schepen Gemeenteraadslid                                                                          | 2001 2003 2007           | 2002 2006 heden            |                                                               | 12+              | -                      |
| Rik Torfs                 | Tv                           | CD&V                                | Senaat                                                                            | Senator | 2010                     | 2013                       | gestopt                                                       | 3                | [ 64 ]                 |
| Jaak Van Assche           | Acteur                       | VU N-VA                             | Bonheiden                                                                         | Schepen Gemeenteraadslid                                                                                           | 1989 2013                | 2006 heden                 | niet herverkozen -                                            | 17+              | [ 65 ] [ 66 ]          |
| Christine Van Broeckhoven | Wetenschap                   | sp.a                                | Federaal Parlement Europees Parlement                                             | Volksvertegenwoordiger kandidaat                                                                                   | 2007 2009                | 2010 -                     | gestopt niet verkozen                                         | 3                | [ 67 ] [ 68 ] [ 69 ]   |
| Tine Van den Brande       | Acteur                       | sp.a                                | Mechelen                                                                          | Gemeenteraadslid                                                                                                   | 2013                     | heden                      |                                                               | 0+               | [ 70 ]                 |
| Pol Van Den Driessche     | Journalist                   | VU CD&V                             | Brugge Senaat Federaal Parlement                                                  | Gemeenteraadslid Senator kandidaat                                                                                 | 1983 2007 2010           | 1988 2010 -                | - niet verkozen                                               | 9                | [ 71 ]                 |
| Edwig Van Hooydonck       | Sport                        | VLD                                 | Wuustwezel                                                                        | Gemeenteraadslid                                                                                                   | 2001                     | heden                      |                                                               | 12+              | [ 22 ] [ 34 ]          |
| Kevin Van Impe            | Sport                        | Open Vld                            | Erpe-Mere                                                                         | Gemeenteraadslid                                                                                                   | 2013                     | heden                      |                                                               | 0+               | [ 72 ]                 |
| Monica Van Kerrebroeck    | Tv                           | CD&V                                | Gent Vlaams Parlement                                                             | Gemeenteraadslid Volksvertegenwoordiger -                                                                          | 2001 2004 2012           | 2012 2009 -                | gestopt                                                       | 12               | [ 73 ] [ 74 ]          |
| Flor Van Noppen           | Actualiteit                  | VU&ID N-VA                          | Dessel Federaal Parlement                                                         | Gemeenteraadslid Schepen Volksvertegenwoordiger                                                                    | 2001 2007                | 2006 2014                  | overleden                                                     | 12+              | [ 75 ]                 |
| Guy Van Sande             | Acteur                       | Edegem Anders N-VA                  | Edegem                                                                            | Gemeenteraadslid Schepen                                                                                           | 2007 2013                | heden                      |                                                               | 6+               | [ 76 ]                 |
| Tuur Van Wallendael       | Journalist, tv               | sp.a                                | Vlaams Parlement Antwerpen                                                        | Volksvertegenwoordiger Schepen                                                                                     | 1995 2001                | 2001 2005                  | pensioen                                                      | 11               | [ 77 ]                 |
| Manuela Van Werde         | Actrice en Presentatrice, tv | N-VA                                | Vlaams Parlement                                                                  | Volksvertegenwoordiger                                                                                             | 2014                     | heden                      |                                                               | 0+               | [ 78 ]                 |
| Luckas Vander Taelen      | Acteur, Journalist           | AGALEV                              | Elsene Europees Parlement Vorst Vlaams Parlement                                  | Gemeenteraadslid Parlementslid Schepen Volksvertegenwoordiger                                                      | 1998 1999 2006 2009      | 2000 2002 2009 heden       | - naar Vlaams parlement -                                     | 15+              | [ 79 ] [ 80 ] [ 81 ]   |
| Anke Vandermeersch        | Showbizz                     | Vlaams Belang                       | Senaat Antwerpen                                                                  | Senator Gemeenteraadslid                                                                                           | 2003 2007                | heden                      |                                                               | 10+              | [ 82 ] [ 83 ]          |
| Jasmine Vangrieken        | Sport                        | sp.a                                | Lommel                                                                            | Gemeenteraadslid Schepen                                                                                           | 2007 2013                | 2012 heden                 |                                                               | 6+               | [ 84 ] [ 85 ]          |
| Mark Vanlombeek           | Journalist, tv               | CD&V                                | Zaventem                                                                          | Gemeenteraadslid                                                                                                   | 2013                     | heden                      |                                                               | 0+               | [ 86 ]                 |
| Dany Verlinden            | Sport                        | Open Vld                            | Koksijde Vlaams Parlement                                                         | Gemeenteraadslid kandidaat                                                                                         | 2007 2009                | 2012 -                     | niet opgekomen niet verkozen                                  | 5                | [ 87 ] [ 88 ]          |
| René Verreth              | Acteur                       | CD&V                                | Sint-Katelijne-Waver Lier                                                         | Gemeenteraadslid                                                                                                   | 2006 2012                | 2011 -                     | gestopt niet verkozen                                         | 5                | [ 89 ] [ 90 ] [ 91 ]   |
| Mike Verstraeten          | Sport                        | Open Vld Veilig Blauw               | Vilvoorde Senaat                                                                  | Gemeenteraadslid kandidaat                                                                                         | 2001 2003                | 2006 -                     | gestopt niet verkozen                                         | 6                | [ 92 ]                 |
| Johan Verstreken          | Tv                           | CD&V                                | Oostende Vlaams Parlement Senaat                                                  | Schepen Gemeenteraadslid Volksvertegenwoordiger Gemeenschapssenator                                                | 2001 2013 2004 2013      | 2006 heden                 |                                                               | 12+              | [ 93 ] [ 94 ]          |
| Jurgen Verstrepen         | Radio, tv                    | Vlaams Belang onafhankelijk LDD     | Vlaams Parlement Antwerpen Vlaams Parlement                                       | Volksvertegenwoordiger Gemeenteraadslid Volksvertegenwoordiger                                                     | 2004 2007 2009           | 2007 2009 2012 heden       | uit fractie naar LDD gestopt -                                | 9+               | [ 95 ] [ 96 ] [ 97 ]   |
| Inge Vervotte             | actualiteit                  | CD&V                                | Federaal Parlement Vlaams Parlement Mechelen Federaal Parlement                   | Volksvertegenwoordiger Vlaams Minister Gemeenteraadslid Federaal Minister Volksvertegenwoordiger Federaal Minister | 2003 2004 2007 2008 2009 | 2004 2007 2008 2009 2011   | naar Vlaams parl. naar Federaal parl. heden gestopt - gestopt | 8+               | [ 98 ]                 |
| Ulla Werbrouck            | Sport                        | LDD Samen voor Lendelede            | Federaal Parlement Vlaams Parlement Lendelede                                     | Volksvertegenwoordiger kandidaat gemeenteraad                                                                      | 2007 2009 2012           | 2009 heden -               | naar Vlaams parl. - niet verkozen                             | 5+               | [ 99 ] [ 100 ] [ 101 ] |
| Veli Yüksel               | Journalist, tv               | CD&V                                | Vlaams parlement Gent                                                             | Volksvertegenwoordiger Gemeenteraadslid                                                                            | 2009 2013                | heden                      |                                                               | 4+               | [ 102 ]                |

(*) Aantal jaren dat een mandaat effectief werd uitgeoefend. Een + duidt aan dat het mandaat nog verder loopt.

## Behaalden geen politiek mandaat
| Naam                | Bekendheid     | Partij                 | Kandidaat                                   | Jaar           | Ref                    | Toelichting    |
| ------------------- | -------------- | ---------------------- | ------------------------------------------- | -------------- | ---------------------- | -------------- |
| Nest Adriaensen     | Showbizz       | Antwerpen '94 CVP N-VA | Antwerpen                                   | 1994 2000 2012 | [ 103 ] [ 104 ]        |                |
| Annelien Coorevits  | Showbizz       | Open Vld               | Vlaams Parlement                            | 2009           | [ 105 ]                | opvolger       |
| Anne De Baetzelier  | Tv             | LDD                    | Vlaams Parlement Senaat                     | 2009 2010      | [ 106 ] [ 107 ]        |                |
| Olivier De Cock     | Sport          | Open Vld               | Brugge                                      | 2012           | [ 108 ]                |                |
| Robbe De Hert       | Acteur         | Rood!                  | Antwerpen                                   | 2012           | [ 109 ]                | lijstduwer     |
| Reddy De Mey        | Journalist, tv | Vlaams Belang          | Federaal Parlement                          | 2007           | [ 110 ]                | opvolger       |
| Ingrid De Vos       | Acteur         | Durven                 | Ruiselede                                   | 2012           | [ 111 ]                | lijstduwer     |
| Karel Deruwe        | Acteur         | LDD                    | Vlaams Parlement                            | 2009           | [ 112 ]                |                |
| Bettina Geysen      | Tv             | spirit                 | Lier                                        | 2006           | [ 113 ]                | lijstduwer     |
| Daan Hugaert        | Acteur         | sp.a-groen             | Gent                                        | 2012           | [ 114 ]                |                |
| Stéphanie Meire     | Showbizz       | Open Vld               | Jabbeke                                     | 2012           | [ 115 ]                |                |
| Els Olaerts         | Acteur         | Eos                    | Willebroek                                  | 2012           | [ 116 ]                |                |
| Marijke Pinoy       | Acteur         | groen                  | Federaal Parlement Vlaams Parlement Evergem | 2007 2009 2012 | [ 117 ]                |                |
| Marleen Renders     | Sport          | Open Vld               | Vlaams Parlement                            | 2009           | [ 118 ]                |                |
| Patrick Riguelle    | Showbizz       | sp.a                   | Mechelen                                    | 2012           | [ 119 ]                |                |
| Kevin Seeldraeyers  | Sport          | CD&V                   | Maldegem                                    | 2012           | [ 120 ]                |                |
| Armand Schreurs     | Radio          | VLD                    | Federaal Parlement                          | 2003           | [ 34 ] [ 121 ] [ 122 ] |                |
| Anja Smolders       | Sport          | CD&V                   | Duffel                                      | 2006, 2012     | [ 123 ]                |                |
| Luc Springuel       | Acteur         | N-VA                   | Mechelen                                    | 2012           | [ 114 ]                |                |
| Sandra Stals        | Sport          | Impuls                 | Koksijde                                    | 2012           | [ 114 ]                |                |
| Christophe Stienlet | Acteur         | vld-groen-m+           | Mechelen                                    | 2012           | [ 114 ]                |                |
| Dirk Tuypens        | Acteur         | Resist PVDA+           | Federaal Parlement Mechelen                 | 2003 2012      | [ 124 ] [ 125 ]        | - lijsttrekker |
| Kurt Van De Wouwer  | Sport          | VLD+                   | Herentals                                   | 2006           | [ 34 ]                 |                |
| Viv Van Dingenen    | Acteur         | SOS 2012               | Sint-Niklaas                                | 2012           | [ 126 ]                |                |
| Frank Van Laecke    | Acteur         | Open Vld               | Berlare                                     | 2012           | [ 127 ]                |                |